# Yap Kim Hock
Yap Kim Hock (2 agosto 1970) è un ex giocatore di badminton malese.

## Palmarès

### Olimpiadi
- 1 medaglia:
  - 1 argento (Atlanta 1996 nel doppio)

### Mondiali
- 2 medaglie:
  - 1 argento (Glasgow 1997 nel doppio)
  - 1 bronzo (Losanna 1995 nel doppio)

### Thomas Cup
- 1 medaglia:
  - 1 argento (Hong Kong 1998)

### Giochi asiatici
- 2 medaglie:
  - 2 bronzi (Hiroshima 1994 a squadre; Hiroshima 1994 nel doppio)

### Giochi del Commonwealth
- 2 medaglie:
  - 1 oro (Kuala Lumpur 1998 a squadre)
  - 1 argento (Kuala Lumpur 1998 nel doppio)

### Giochi del Sud-est asiatico
- 2 medaglie:
  - 1 oro (Chiang Mai 1995 nel doppio)
  - 1 argento (Chiang Mai 1995 a squadre)

### Campionati asiatici
- 1 medaglia:
  - 1 oro (Pechino 1995 nel doppio)